# گونگ یو
گونگ یو (کره‌ای: 공지철؛ زادهٔ ۱۰ ژوئیهٔ ۱۹۷۹)، بازیگر، خواننده و مجری اهل کرهٔ جنوبی است. از آثار معروف او می‌توان به سریال‌های کافه پرنس، بزرگ، گابلین و فیلم‌های قطار بوسان، عصر سایه‌ها و ساکت‌شده اشاره کرد. نام هنری او ترکیبی از نام خانوادگی پدرش «گونگ» و نام خانوادگی مادرش «یو» است.

## فیلم‌شناسی

### فیلم
| سال  | عنوان                     | نقش          | توضیحات                                                   | منابع |
| ---- | ------------------------- | ------------ | --------------------------------------------------------- | ----- |
| ۲۰۰۳ | دوست معلم من              | لی جونگ-سو   |                                                           | [ ۳ ] |
| ۲۰۰۴ | دختر جاسوس                | چوی کو-بونگ  |                                                           | [ ۴ ] |
| ۲۰۰۴ | سوپراستار مستر. گام       | پارک چول-سو  |                                                           | [ ۵ ] |
| ۲۰۰۴ | خاطرات                    | یو-این       |                                                           | [ ۶ ] |
| ۲۰۰۵ | او در حال انجام وظیفه است | کانگ نو-یونگ |                                                           | [ ۷ ] |
| ۲۰۰۷ | مثل یک اژدها              | پارک چول     | اقتباس سینمایی از بازی ویدیویی یاکوزا                     | [ ۸ ] |
| ۲۰۱۰ | پیدا کردن آقای سرنوشت     | هان گی-جون   |                                                           |       |
| ۲۰۱۱ | ساکت‌شده                   | کانگ این-هو  |                                                           |       |
| ۲۰۱۳ | مظنون                     | جی دونگ-چول  |                                                           |       |
| ۲۰۱۶ | یک مرد و یک زن            | کی-هونگ      |                                                           |       |
| ۲۰۱۶ | قطار بوسان                | سوک-وو       |                                                           |       |
| ۲۰۱۶ | عصر سایه‌ها                | کیم وو-جین   |                                                           |       |
| ۲۰۱۹ | کیم جی یونگ: متولد ۱۹۸۲   | جونگ ده-هیون | اقتباس سینمایی از رمان چو نام جو، کیم جی یونگ، متولد ۱۹۸۲ |       |
| ۲۰۲۱ | سئو بوک                   | گی-هون       |                                                           |       |
| ن/م  | سرزمین عجایب              |              |                                                           |       |

### مجموعه‌های تلویزیونی
| سال       | عنوان                     | شبکه    | نقش                        | توضیحات                 | منابع        |
| --------- | ------------------------- | ------- | -------------------------- | ----------------------- | ------------ |
| ۲۰۰۱      | مدرسه                     | کی‌بی‌اس۲ | هوانگ تائه-یونگ            | قسمت ۲۹ تا ۴۸           |              |
| ۲۰۰۲      | زمان تپش قلب              | کی‌بی‌اس۲ | پارک چان-هو                |                         |              |
| ۲۰۰۲      | عشق سخت                   | کی‌بی‌اس۲ | سئو کیونگ-چول              |                         |              |
| ۲۰۰۳      | ۲۰ سال                    | اس‌بی‌اس  | سئو-جون                    |                         | [ ۹ ] [ ۱۰ ] |
| ۲۰۰۳      | بهترین تئاتر: بشقاب پرنده | اِم‌بی‌سی  | کی جین                     | قسمت ۵۳۳                |              |
| ۲۰۰۳      | صفحه نمایش                | اس‌بی‌اس  | کیم جون-پیو                |                         |              |
| ۲۰۰۳      | اتاق من، اتاق شما         |         | کیم سونگ-جو                | درام اینترنتی SayClub   | [ ۱۱ ]       |
| ۲۰۰۵      | سلام استاد من             | اس‌بی‌اس  | پارک تائه-جین              | نقش اصلی                |              |
| ۲۰۰۶      | یک روز خوب                | ام‌بی‌سی  | سئو گون                    | نقش اصلی                |              |
| ۲۰۰۷      | کافه پرنس                 | ام‌بی‌سی  | چوی هان-کیول               | نقش اصلی                |              |
| ۲۰۱۲      | بزرگ                      | کی‌بی‌اس۲ | سئو یون-جائه/کانگ کیون-جون | نقش اصلی                |              |
| ۲۰۱۳      | آژانس دوستی سیرانو        | تی‌وی‌ان  | شعبده باز                  | حضور افتخاری، قسمت نهم  | [ ۱۲ ]       |
| ۲۰۱۶–۲۰۱۷ | گابلین                    | تی‌وی‌ان  | گابلین / کیم شین           | نقش اصلی                |              |
| ۲۰۲۱      | بازی مرکب                 | نتفلیکس | استخدام کننده              | آنتاگونیست (قسمت ۱ و ۹) | [ ۱۳ ]       |
| ۲۰۲۱      | دریای خاموش               | نتفلیکس | هان یون-جه                 | نقش اصلی                | [ ۱۴ ]       |
| ۲۰۲۴      | بازی مرکب ۲               | نتفیلکس | استخدام کننده              | قسمت ۱ و ۲              |              |